# Cascada Urlătoarea
Cascada Urlătoarea este o cascadă formată de pârâul Urlătoarea, în apropierea orașului Bușteni, România, aflată la altitudinea de 1100m, în apropierea traseului turistic care duce din Bușteni spre Platoul Bucegi pe Valea Jepilor. Se poate ajunge și din localitatea Poiana Țapului.
În afara principalei căderi de apă (15 metri), există și alte căderi de apă mai mici, desfășurate pe câteva zeci de metri mai sus, pe cele două pâraie, Urlătoarea Mare și Urlătoarea Mică.

## Reportaje
- VIDEO Minuni turistice în România: Refugiul de la Urlătoarea, 30 august 2010, Adevărul